# Kazimierz Tomczak

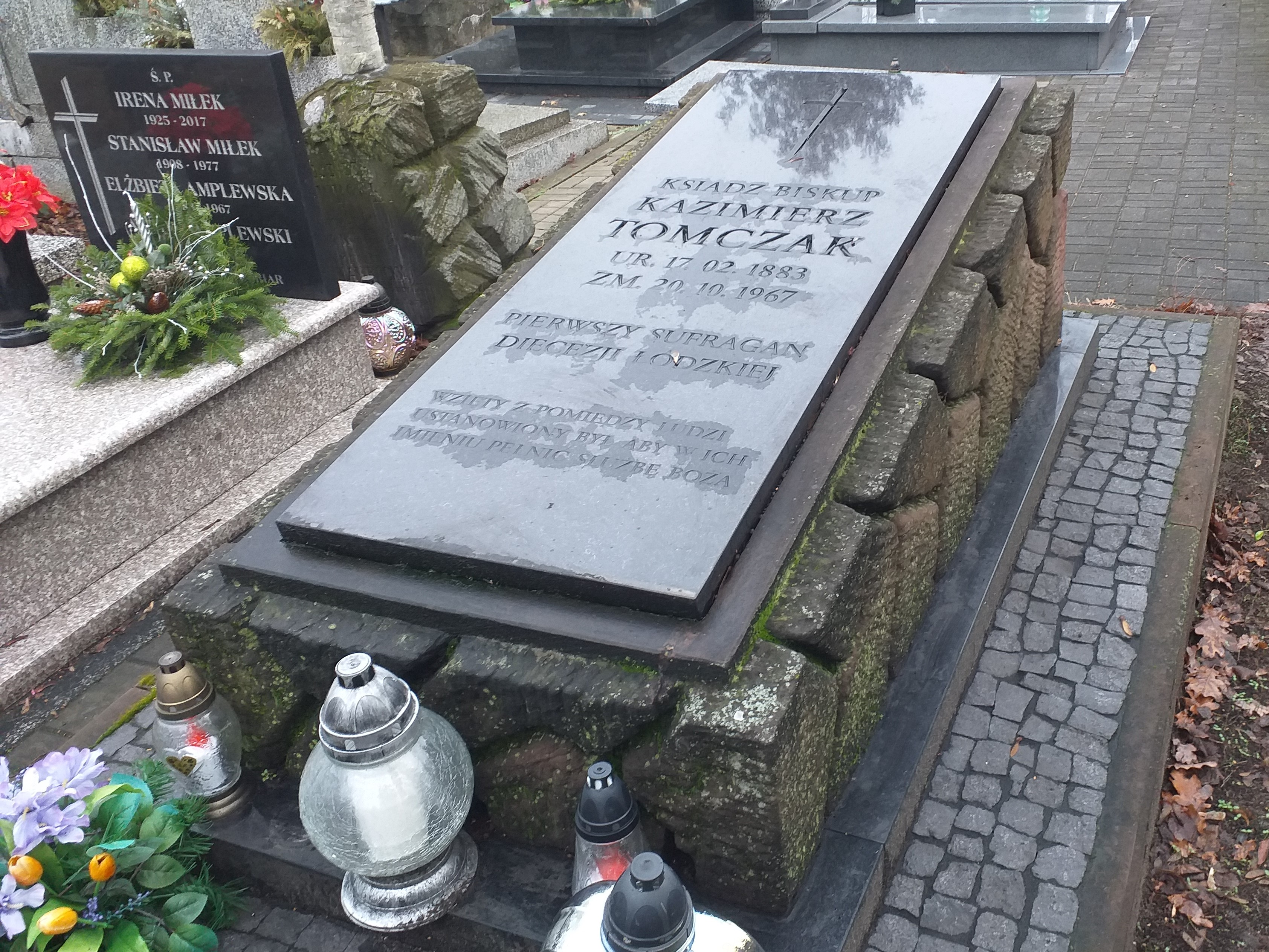
Grób Kazimierza Tomczaka na Starym Cmentarzu w Łodzi

Kazimierz Tomczak (ur. 17 lutego 1883 w Besiekierzu Nawojowym, zm. 21 października 1967 w Łodzi) – polski duchowny rzymskokatolicki, biskup pomocniczy łódzki w latach 1927–1967.

## Życiorys
Pochodził z rodziny wielodzietnej. Był synem Ignacego i Pauliny z Jagodzińskich. Jego bratem był Józef Tomczak (1885-1958), poseł na Sejm z ramienia Związku Ludowo-Narodowego, natomiast bratankiem historyk, prof. Andrzej Tomczak (1922-2017). Był wychowankiem Zakładu Naukowo-Wychowawczego Ojców Jezuitów w Chyrowie, w którym ukończył gimnazjum. Maturę uzyskał w zaborze austriackim 1901. Przez dwa lata uczył się języka rosyjskiego, by w 1903 eksternistycznie zdać maturę w zaborze rosyjskim. W 1903 wstąpił do Seminarium Duchownego w Warszawie. Od 1905 studiował w Akademii Duchownej w Petersburgu, a także w Paryżu i Fryburgu Bryzgowijskim. Święcenia kapłańskie otrzymał w Jakubowie 7 stycznia 1907.
Przez 16 lat pracował jako profesor w warszawskim seminarium duchownym, gdzie wykładał teologię moralną, historię filozofii, archeologię chrześcijańską, liturgię, a także literaturę i język polski.
25 lutego 1927 papież Pius XI mianował go pierwszym biskupem pomocniczym diecezji łódzkiej ze stolicą tytularną Sicca Veneria. Święcenia biskupie otrzymał 3 kwietnia 1927 w archikatedrze warszawskiej. Udzielił mu ich kardynał Aleksander Kakowski.
W 1936 był jednym z założycieli Towarzystwa Przyjaciół Nauk w Łodzi.
Po wybuchu II wojny światowej, mimo grożącego niebezpieczeństwa, wraz z biskupem ordynariuszem Włodzimierzem Jasińskim pozostał w Łodzi*. Gdy wojewoda łódzki Henryk Józewski przysłał samochód po biskupów, stwierdził wówczas: „Powołaniem naszym jest zostać; zostać z ludem, nieść mu pomoc i dawać przykład”*. 6 września 1939 stanął na czele powołanego w Łodzi Komitetu Obywatelskiego. Do zadań Komitetu należało utrzymywanie w mieście ładu i porządku po opuszczeniu miasta przez władze polskie, a także reprezentowanie społeczeństwa miasta wobec niemieckich władz okupacyjnych. Aresztowany 9 listopada 1939 podczas dużej akcji łódzkiego gestapo przeciwko miejscowej inteligencji, tzw. Inteligenzaktion. osadzony na kilka dni w obozie przejściowym w fabryce Michała Glazera na Radogoszczu. Ze względu na swoją pozycję w hierarchii katolickiej i w społeczeństwie łódzkim był wyznaczany do najcięższych i poniżających robót więziennych, m.in. do wynoszenia zawartości dołów kloacznych. Zwolniony, ale osadzony w areszcie domowym, w budynku łódzkiej kurii biskupiej. 6 maja 1941 wraz z biskupem Włodzimierzem Jasińskim, członkami kapituły katedralnej oraz pracownikami kurii biskupiej został internowany przez władze hitlerowskie. Do lutego 1945 był osadzony w klasztorze Ojców Reformatów w Bieczu. W 1943 wyjechał do Warszawy, gdzie przebywał do końca okupacji. Po powrocie do Łodzi pod koniec stycznia 1945, wobec ogromnych braków kadrowych w łódzkim Kościele, objął parafię Podwyższenia św. Krzyża, którą kierował do śmierci.
20 października 1957 podczas kazania w Piotrkowie Trybunalskim na poświęceniu ołtarza doznał wylewu krwi do mózgu, który skutkował paraliżem. Zmarł 21 października 1967. Pochowany został – zgodnie ze swoją ostatnią wolą – wśród grobów robotników przy głównej alei na Starym Cmentarzu w Łodzi.
Powszechnie przez środowiska katolickie uznawany za najwybitniejszego teologa łódzkiego Kościoła.

## Odznaczenia
W 1932 za zasługi na polu pracy społecznej został odznaczony Krzyżem Komandorskim Orderu Odrodzenia Polski